# سليمة خضير
سليمة خضير التميمي (1 تموز ١٩٣٤ -)، ممثلة عراقية، بدأت مشوارها الفني مع فرقة هواة الفن في نهاية الخمسينات في البصرة، نشأ عشقها للتمثيل مع ترددها الدائم على دور السينما في مدينتها، أثرت الحياة الفنية بالعديد من الأعمال المتنوعة بين السينما والمسرح والتلفزيون، ومن أبرز أفلامها (التجربة، الحارس، حمى الأبطال)، ومن مسلسلاتها (برج العقرب، هذا هو الحب، البيت الكبير)، اعتزلت الفن بسبب تقدمها في العمر ووفاة ابنها (وسام) في حادث. هي شقيقة المطربة أمل خضير.